# Papyrus 56
Papyrus 56 (nach Gregory-Aland mit Sigel {\displaystyle {\mathfrak {P}}}56 bezeichnet) ist eine frühe griechische Abschrift des Neuen Testaments. Dieses Papyrusmanuskript der Apostelgeschichte enthält nur die Verse 1,1.4–5.7.10–11. Mittels paläographischer Methoden wurde es auf das 6. oder 7. Jahrhundert datiert.
Der griechische Text des Kodex repräsentiert den Alexandrinischen Texttyp. Aland ordnete ihn in Kategorie II ein.
Die Handschrift wird zurzeit in der Österreichischen Nationalbibliothek unter den Signaturen Pap. Vindob. G. 19918 und G. 19927 in Wien aufbewahrt.